# Euthyone perbella
Euthyone perbella là một loài bướm đêm thuộc phân họ Arctiinae, họ Erebidae.